# David Lang
David Lang (Los Angeles, 8 gennaio 1957) è un compositore statunitense.
Residente a New York, nel 2008 ha ricevuto il Premio Pulitzer per la musica per The Little Match Girl Passion, ispirata alla fiaba La piccola fiammiferaia.

## Biografia
David Lang ha studiato dapprima presso la Stanford University e poi presso l'Università dell'Iowa, Lang giustificò questa scelta dicendo: "C'era un insegnante di composizione alla University of Iowa di nome Martin Jenni, e lui era venuto ad insegnare a Stanford come supplente per un semestre. Ho pensato che fosse incredibile! Sapeva un sacco di cose di cui non avevo mai sentito parlare prima. Così, quando pensavo ad un master, ho deciso di andare all'Università dell'Iowa. Fui felice di averlo fatto. È stata davvero una specie di età dell'oro. Mi è davvero piaciuto!".
Lang ha poi ottenuto un DMA (Doctor of Musical Arts) all'Università di Yale nel 1989.
I suoi maestri, oltre a Jenni, sono stati Henri Lazarof, Lou Harrison, Richard Hervig, Jacob Druckman, Hans Werner Henze, e Martin Bresnick.
I suoi primi riconoscimenti sono venuti dalla Fondazione BMI Student Composer Awards nel 1980 e nel 1981. Assieme a Julia Wolfe e a Michael Gordon (compositore americano), Lang ha fondato nel 1987 Bang on a Can, un'organizzazione per la diffusione della musica classica contemporanea. Nel 2002 gli è stata assegnata una borsa di studio dalla Foundation for Contemporary Arts. Dal 2008 insegna presso l'Università di Yale. Nel 2013 è stato nominato compositore americano dell'anno.

## Opere
La musica di Lang è ispirata al modernismo, al minimalismo e al rock, e potrebbe essere meglio descritta come post-minimalista o totale. La sua musica può essere alle volte comica, abrasiva e rilassante, e conserva di solito elementi di concettualismo. Qualche volta dà ai suoi pezzi da concerto titoli strani o iconoclastici, come Eating Living Monkeys (1985) e Bonehead (1990). È stato uno dei maggiori collaboratori, in quanto arrangiatore, delle musiche eseguite dal Kronos Quartet nel film Requiem for a Dream. Notevole è anche la sua collaborazione con i coreografi Shen Wei, Benjamin Millepied, Susan Marshall e Édouard Lock (e con il gruppo da questi formato La La La Human Steps).

### Opere in collaborazione
Nel 1999 ha collaborato con i compositori Julia Wolfe e Michael Gordon e con il librettista-illustratore Ben Katchor per la composizione di The Carbon Copy Building. La produzione ha vinto un Obie Award per la migliore produzione americana. Lang, Wolfe e Gordon hanno poi collaborato all'oratorio Lost Objects, la cui registrazione è avvenuta nell'estate del 2001 per la Teldec New Line. Sempre insieme hanno composto Shelter, un'opera multimediale, con la collaborazione della librettista Deborah Artman, per il gruppo scandinavo Trio Mediaeval e l'ensemble tedesco musikFabrik, con i quali hanno suonato in Germania e negli Stati Uniti nel 2005.

### The Difficulty of Crossing a Field
Nel 1999 Lang e il commediografo Mac Wellman basano l'opera The difficulty of crossing a field su un racconto di Ambrose Bierce, che narra di un coltivatore dell'Alabama nome Williamson che presumibilmente scompare mentre cammina attraverso un campo nel 1854, (la storia di Bierce è ambientata invece in una città e casualmente l'uomo scomparso si chiama David Lang).

## Premio Pulitzer
Lang ha vinto il premio Pulitzer per la musica nel 2008 per l'opera The Little Match Girl Passion, composta nel 2007. L'opera ispirata alla fiaba della piccola fiammiferaia di Hans Christian Andersen, risente della Passione secondo san Matteo di Bach, è stata commissionata dalla Carnegie Hall Corporation, dal The Perth Theater e dalla Concert Hall. La prima si è tenuta il 25 ottobre 2007 alla Zankel Hall di New York City. Tim Page del Washington Post ha scritto in proposito "Non penso di essere mai stato così commosso da una nuova composizione come è stato per quest'opera di Lang, che è diversa da qualsiasi musica che conosca".
La registrazione del The Little Match Girl Passion per l'etichetta Harmonia Mundi ha ricevuto nel 2010 il Grammy Award per la migliore performance di un gruppo piccolo.

## La collaborazione nei film di Paolo Sorrentino
Il brano I lie è stato utilizzato come colonna sonora nel film La grande bellezza.
Ha curato le musiche del film Youth - La giovinezza con il quale nel 2016 vince il David di Donatello per il miglior musicista e per la migliore canzone originale (Simple Song#3).